# Lista vicepreședinților Statelor Unite ale Americii după data nașterii
Această pagină este o listă a tuturor vicepreședinților Statelor Unite ale Americii aranjați cronologic după data nașterii. 
| Ordinea nașterii | Vicepreședinte al SUA  | Data nașterii     | Secol | Ordine în funcție | Locul nașterii                    |
| ---------------- | ---------------------- | ----------------- | ----- | ----------------- | --------------------------------- |
| 1                | John Adams             | 30 octombrie 1735 | XVIII | 1                 | Braintree, Massachusetts          |
| 2                | George Clinton         | 26 iulie 1739     | XVIII | 4                 | Little Britain, New York          |
| 3                | Thomas Jefferson       | 13 aprilie 1743   | XVIII | 2                 | Shadwell, Virginia                |
| 4                | Elbridge Gerry         | 17 iulie 1744     | XVIII | 5                 | Marblehead, Massachusetts         |
| 5                | Aaron Burr             | 6 februarie 1756  | XVIII | 3                 | Newark, New Jersey                |
| 6                | Daniel Tompkins        | 21 iunie 1774     | XVIII | 6                 | Westchester County, New York      |
| 7                | Richard Mentor Johnson | 17 octombrie 1780 | XVIII | 9                 | Jefferson County, Kentucky        |
| 8                | John C. Calhoun        | 18 martie 1782    | XVIII | 7                 | Abbeville, Carolina de Sud        |
| 9                | Martin Van Buren       | 5 decembrie 1782  | XVIII | 8                 | Kinderhook, New York              |
| 10               | William R. King        | 7 aprilie 1786    | XVIII | 13                | Sampson County, Carolina de Nord  |
| 11               | John Tyler             | 29 martie 1790    | XVIII | 10                | Greenway, Virginia                |
| 12               | George M. Dallas       | 10 iulie 1792     | XVIII | 11                | Philadelphia, Pennsylvania        |
| 13               | Millard Fillmore       | 7 ianuarie 1800   | XVIII | 12                | Summerhill, New York              |
| 14               | Andrew Johnson         | 29 decembrie 1808 | XIX   | 16                | Raleigh, New York                 |
| 15               | Hannibal Hamlin        | 27 august 1809    | XIX   | 15                | South Paris, Maine                |
| 16               | Henry Wilson           | 16 februarie 1812 | XIX   | 18                | Farmington, New Hampshire         |
| 17               | William A. Wheeler     | 30 iunie 1819     | XIX   | 19                | Malone, New York                  |
| 18               | Thomas A. Hendricks    | 7 septembrie 1819 | XIX   | 21                | Fultonham, Ohio                   |
| 19               | John C. Breckinridge   | 16 ianuarie 1821  | XIX   | 14                | Lexington, Kentucky               |
| 20               | Schuyler Colfax        | 22 martie 1823    | XIX   | 17                | New York City, New York           |
| 21               | Levi P. Morton         | 16 mai 1824       | XIX   | 22                | Addison County, Vermont           |
| 22               | Chester Alan Arthur    | 5 octombrie 1829  | XIX   | 20                | Fairfield, Vermont                |
| 23               | Adlai E. Stevenson     | 23 octombrie 1835 | XIX   | 23                | Chicago, Illinois                 |
| 24               | Garret Hobart          | 3 iunie 1844      | XIX   | 24                | Monmouth County, New Jersey       |
| 25               | Charles W. Fairbanks   | 11 mai 1852       | XIX   | 26                | Union County, Ohio                |
| 26               | Thomas R. Marshall     | 14 martie 1854    | XIX   | 28                | North Manchester, Indiana         |
| 27               | James S. Sherman       | 24 octombrie 1855 | XIX   | 27                | Utica, New York                   |
| 28               | Theodore Roosevelt     | 27 octombrie 1858 | XIX   | 25                | New York City, New York           |
| 29               | Charles Curtis         | 25 ianuarie 1860  | XIX   | 31                | Topeka, Kansas                    |
| 30               | Charles G. Dawes       | 27 august 1865    | XIX   | 30                | Marietta, Washington County, Ohio |
| 31               | John Nance Garner      | 22 noiembrie 1868 | XIX   | 32                | Red River County, Texas           |
| 32               | Calvin Coolidge        | 4 iulie 1872      | XIX   | 29                | Plymouth, Vermont                 |
| 33               | Alben Barkley          | 24 noiembrie 1877 | XIX   | 35                | Graves County, Kentucky           |
| 34               | Harry S. Truman        | 8 mai 1884        | XIX   | 34                | Lamar, Missouri                   |
| 35               | Henry A. Wallace       | 7 octombrie 1888  | XIX   | 33                | Orient, Adair County, Iowa        |
| 36               | Nelson Rockefeller     | 8 iulie 1908      | XX    | 41                | Bar Harbor, Maine                 |
| 37               | Lyndon B. Johnson      | 27 august 1908    | XX    | 37                | Gillespie County, Texas           |
| 38               | Hubert H. Humphrey     | 27 mai 1911       | XX    | 38                | Wallace, Dakota de Sud            |
| 39               | Richard Nixon          | 9 ianuarie 1913   | XX    | 36                | Yorba Linda, California           |
| 40               | Gerald Ford            | 14 iulie 1913     | XX    | 40                | Omaha, Nebraska                   |
| 41               | Spiro Agnew            | 9 noiembrie 1918  | XX    | 39                | Baltimore, Maryland               |
| 42               | George H. W. Bush      | 12 iunie 1924     | XX    | 43                | Milton, Massachusetts             |
| 43               | Walter Mondale         | 5 ianuarie 1928   | XX    | 42                | Ceylon, Minnesota                 |
| 44               | Dick Cheney            | 30 ianuarie 1941  | XX    | 46                | Lincoln, Nebraska                 |
| 45               | Joe Biden              | 20 noiembrie 1942 | XX    | 47                | Scranton, Pennsylvania            |
| 46               | Dan Quayle             | 4 februarie 1947  | XX    | 44                | Indianapolis, Indiana             |
| 47               | Al Gore                | 31 martie 1948    | XX    | 45                | Washington, DC                    |
| 48               | Mike Pence             | 7 iunie 1959      | XX    | 48                | Columbus, Indiana                 |
| 49               | Kamala Harris          | 20 octombrie 1964 | XX    | 49                | Oakland, California               |
| 50               | J.D. Vance             | 2 august 1984     | XX    | 50                | Middletown, Ohio                  |

## Număr de nașteri după secol
- secolul XVIII: 13 - primul, John Adams; ultimul, Millard Fillmore
- secolul XIX: 22 - primul, Andrew Johnson; ultimul, Henry A. Wallace
- secolul XX: 15 - primul, Nelson Rockefeller; cel mai recent, J.D. Vance.

## Diverse
- Între nașterile lui John Adams în 1735 și a lui J.D. Vance în 1984, câte un vicepreședinte s-a născut în fiecare decadă, exceptând decadele anilor 1760, 1890, 1930 și 1970.